# Lindängets naturreservat
Lindängets naturreservat är ett naturreservat i Orsa kommun i Dalarnas län.
Området är naturskyddat sedan 2019 och är 110 hektar stort. Reservatet ligger invid Orsasjön i södra Orsa och består betade strandängar.